# 아오키 요조
아오키 요조(일본어: 青木 要三, 1929년 4월 10일 ~ 2014년 4월 23일)는 일본의 축구 선수이다.

## 국가대표팀 경력
그는 1955년 1월5일 버마과의 경기에서 일본 국가대표팀에 데뷔했다. 1958년 아시안 게임에 참가할 국가대표팀에도 발탁되었다.

## 통계
| 일본 | 일본 | 일본 |
| 연도 | 출전 | 득점 |
| ---- | ---- | ---- |
| 1955 | 1    | 0    |
| 통산 | 1    | 0    |